# Vaterländischer Schutzbund
Der Vaterländische Schutzbund war eine nationalsozialistische Vorfeldorganisation in Österreich.
Er wurde 1923 nach bayerischem Vorbild gegründet, den Namen hatte Walter Riehl vorgeschlagen. Bei der Gründung behauptete man, der Vaterländische Schutzbund solle der Aufrechterhaltung der Ordnung dienen, und man ging man davon aus, dass er über 30.000 Mitglieder in Österreich verfügen könnte. Tatsächlich zählte die Organisation weit weniger Mitglieder, vorwiegend Jugendliche, und fungierte vorwiegend als Ordnertruppe für NS-Veranstaltungen. 1933 erfolgte die behördliche Auflösung des Vereins.